# Ivan Gešov
Ivan Evstratiev Gešov (in bulgaro Иван Евстратиев Гешов?; Plovdiv, 20 febbraio 1849 – Sofia, 11 marzo 1924) è stato un politico bulgaro e primo ministro del Regno di Bulgaria per due differenti mandati.

## Biografia
Nato a Plovdiv in una famiglia originaria di Karlovo, Gešov venne educato in vari istituti ortodossi e protestanti, ed in seguito all'Owens College di Manchester. Gešov fece le prime apparizioni sulla scena politica a causa del suo coinvolgimento nella campagna per l'indipendenza bulgara dall'impero ottomano. Scrisse una serie di lettere contro i turchi e fu condannato a morte, anche se poi la pena fu commutata in seguito all'esilio ad Aleppo. In seguito fu graziato nel 1878 dopo il raggiungimento dell'indipendenza e fece ritorno in Bulgaria dove fu coinvolto nel governo della Rumelia orientale, ricoprendo un certo numero di ruoli tra cui ministro delle finanze per la regione.
Come governatore della Banca nazionale bulgara dal 1883 in poi venne riconosciuto come una delle migliori menti economiche del paese e fu quindi nominato ministro delle finanze durante il governo di Vasil Radoslavov nel 1886. In questo ruolo, ed in quello seguente di ministro delle finanze, ebbe una politica economica tendente al protezionismo per poter costruire delle solide fondamenta per l'economia bulgara. Ad ogni modo si oppose alle politiche di Stefan Stambolov, in quel momento uno dei reggenti del paese, e si dimise nel 1887, soprattutto per la posizione pro-Austria-Ungheria di Stambolov.
Dopo un periodo di stacco dalla vita politica, fece ritorno come ministro delle finanze nel governo di Konstantin Stoilov nel 1894, posizione che tenne per tre anni. Nel 1901 divenne Presidente dell'Assemblea nazionale e nello stesso anno fu scelto come leader del Partito Popolare, in seguito alla morte di Stoilov.
Infine Gešov formò un governo il 29 marzo 1911, guidando una coalizione moderata di nazionalisti e di una fazione russofila di Stojan Danev. Come primo ministro sostenne la politica di operare attraverso la Lega Balcanica e guidò il paese attraverso la prima guerra balcanica contro l'impero ottomano. Ad ogni modo si dimise il 30 maggio 1913, il giorno in cui venne firmato il trattato di Londra come termine della guerra. Ciononostante fu il governo di Gešov a dare allo zar il potere di firmare trattati al primo posto.
Gešov rimase in politica come membro dell'Assemblea nazionale, unendosi al partito democratico nel 1923 dopo la caduta del governo di Aleksandăr Stambolijski, ma non ebbe più un ruolo governativo.
Al di fuori dell'ambito politico ricoprì un certo numero di ruoli, tra cui editore del quotidiano Marica, fondatore della Società di Studio, la Società Scientifica e la Società Letteraria e presidente della Croce Rossa Bulgara (1899-1924) e dell'Accademia Bulgara delle Scienze (1911-1924)